# بالاجاده
بالاجاده، روستایی است از توابع بخش مرکزی شهرستان کردکوی در استان گلستان ایران.

## جمعیت
این روستا در دهستان سدن‌رستاق غربی قرار دارد و براساس سرشماری مرکز آمار ایران در سال ۱۳۸۵، جمعیت آن ۳۱۴۴ نفر (۸۸۸خانوار) بوده‌است.